# パウル・ヤーライ
パウル・ヤーライ（Paul Jaray、ハンガリー語: Járay Pál、1889年3月11日 - 1974年9月22日）はオーストリア＝ハンガリー帝国出身の航空機技術者。航空機技術を応用した流線型の自動車ボディ開発を1920年代から実践したことで、その後の自動車技術発達に大きな影響を与えた。

## 来歴
1889年3月11日にオーストリア＝ハンガリー帝国ウィーンで生まれた。1915年からツェッペリン飛行船の設計に携わり、LZ 127、LZ 129、LZ 130の原型ともいえるLZ-120の設計に参加した。
彼は風洞実験により、空気抵抗の少ない形状を見出した。これは後にヤーライ理論として知られるようになる。

## ヤーライ理論
1923年以降に、ヤーライによって提唱された自動車用の現実的な流線型車体。前部が膨らみ、後部に向けて細くなっていく涙滴状の形状で空気力学的に洗練されていた。
ヤーライ理論によって最初に作られた流線型ボディは、ドイツの小メーカー、レイ社のT6シャーシに1923年に架装された。1,500cc・20HPのT6は通常の最高速度が70km/hあまりであったが、流線型試作ボディ付T6の速度はチューニングなしに一躍100km/hに到達し、しかも燃費は改善した。このように着想の正しさは証明されたものの、1920年代の常識からはかけ離れた形態であったため、量産車にすぐ反映されることはなかった。
彼の理論は1930年代に入ってから、タトラ（タトラ・T77以降）、フェルディナント・ポルシェが設計したフォルクスワーゲン・ビートル、ジョン・ジャーダのデザインによるスタウト・スカラブリアエンジン車、またフロントエンジン車でもアドラーやヴァンダラー、シュタイアなどのドイツ車・東欧車、リンカーン・ゼファー以降の多くのアメリカ車に採用されるなど、世界的に広まり、自動車の実用的な空力デザインの実践に大きな影響を与えた。
現在でもヤーライ理論を踏襲する車両は低燃費競技やワールド・エコノ・ムーブ等で散見される。

## ギャラリー

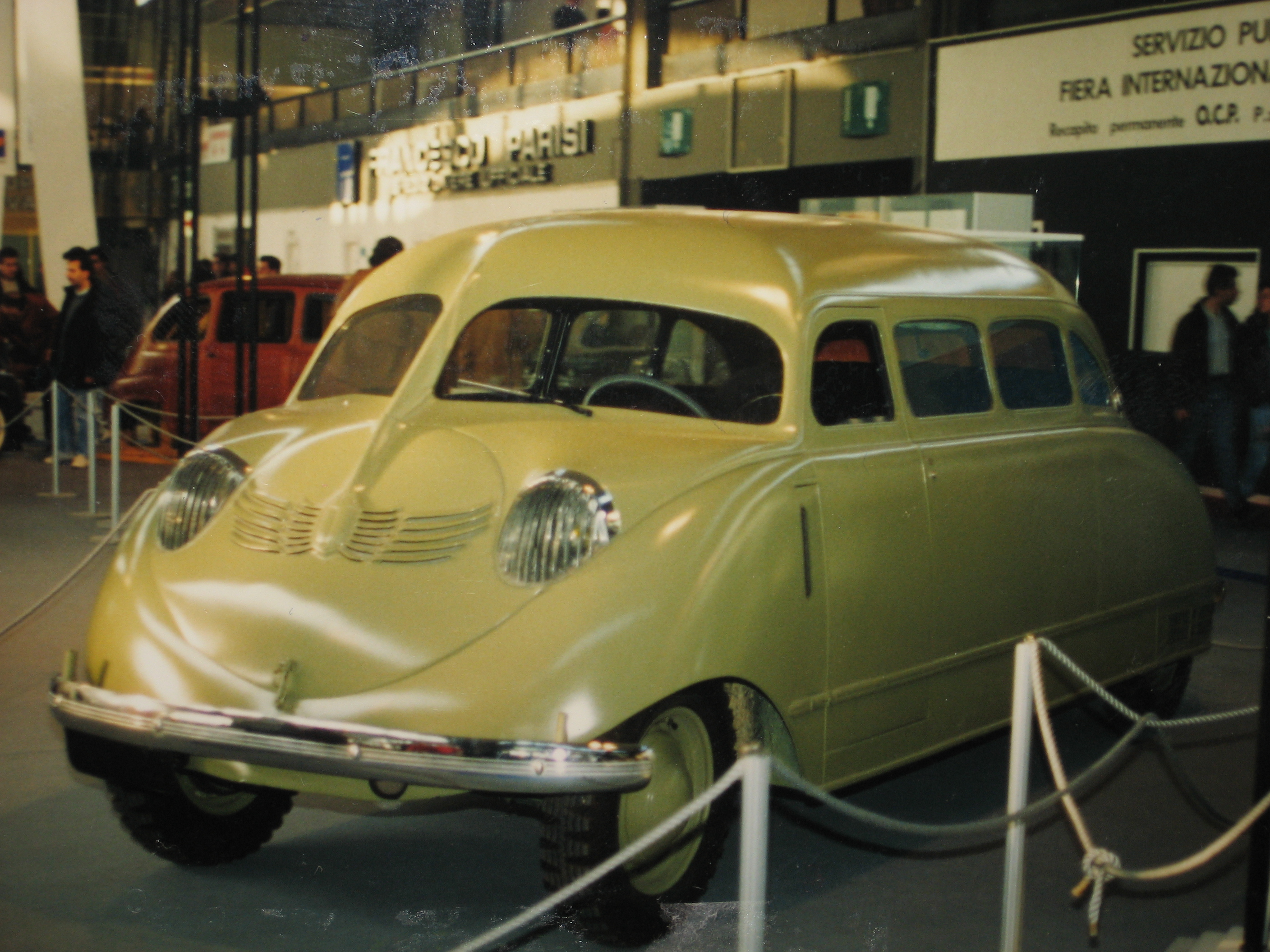
スタウト・スカラブ
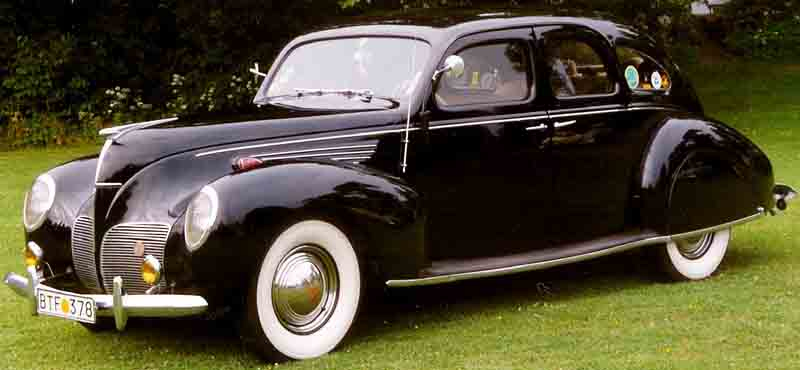
リンカーン・ゼファー
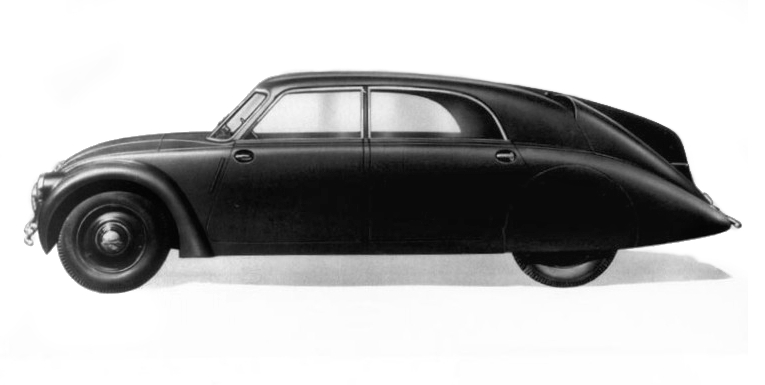
タトラ・T77
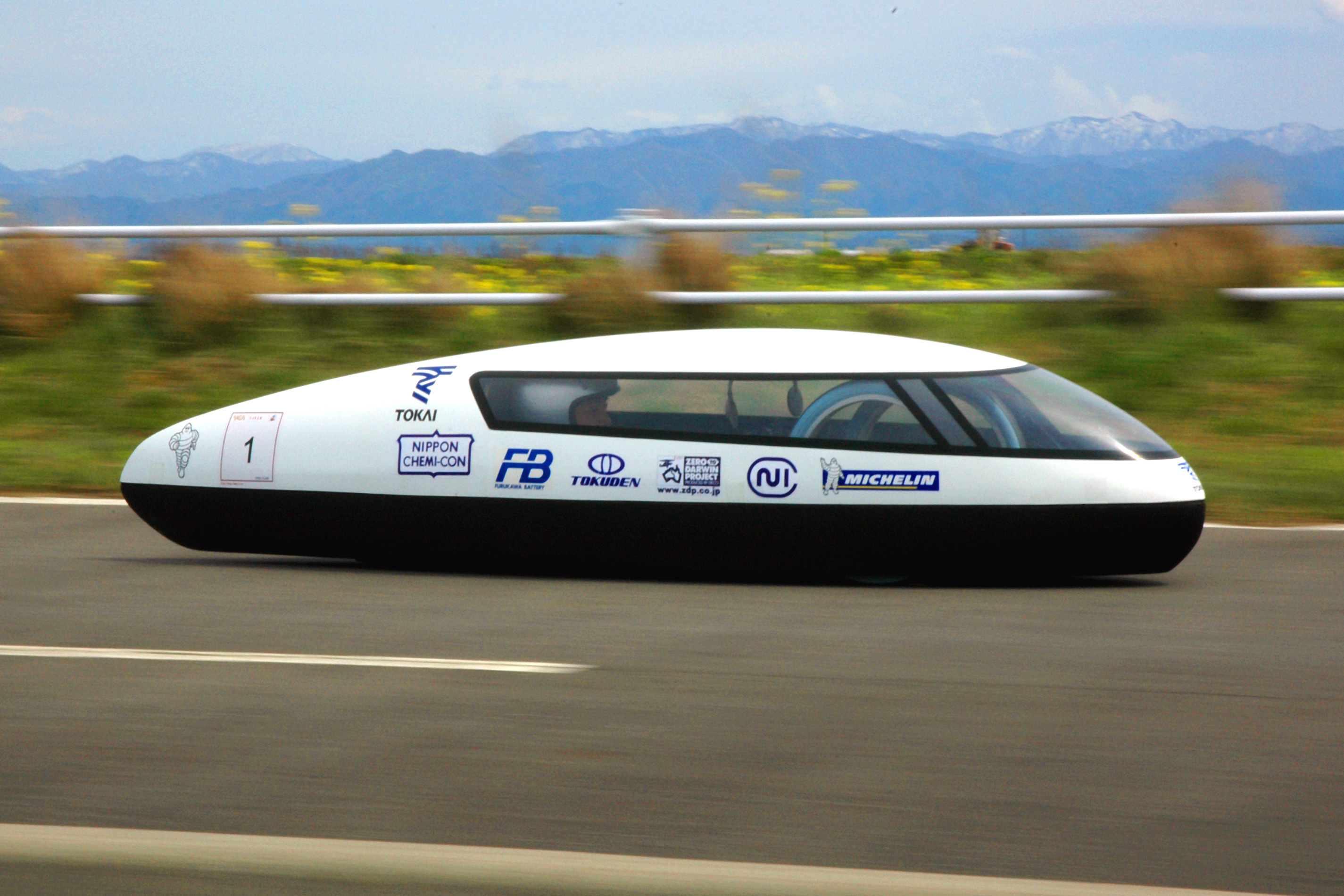
ファラデーマジック2